# Polyommatus subalboocellata
Polyommatus subalboocellata är en fjärilsart som beskrevs av Tutt 1910. Polyommatus subalboocellata ingår i släktet Polyommatus och familjen juvelvingar. Inga underarter finns listade i Catalogue of Life.